# Erich Urbanner
Erich Urbanner (Innsbruck (Àustria), 26 de març, 1936), és un compositor i professor austríac.

## Biografia
Nascut a Innsbruck, Urbanner va estudiar del 1955 al 1961 a la Universitat de Música i Arts Escèniques de Viena, a les classes de composició de Karl Schiske i Hanns Jelinek, a més d'estudiar piano amb Grete Hinterhofer i direcció amb Hans Swarowsky. Als Cursos Internacionals d'Estiu per a Música Nova de Darmstadt va participar en estudis posteriors de composició amb Wolfgang Fortner, Karlheinz Stockhausen i Bruno Maderna.
A partir de 1961 va ensenyar la lectura de partitures a la Universitat de Música i Arts Escèniques de Viena, convertint-se en professor titular de composició i harmonia i contrapunt l'any 1969. Entre 1969 i 1974 va ser director del seminari de música dodecanal, i des de 1986 fins a 1989 va ser director de l'Institut de Música Electroacústica i Experimental. Entre els seus alumnes hi ha els compositors Olga Neuwirth, Thomas Larcher, Gilles Bellemare, Johanna Doderer, Miguel del Aguila, Clemens Gadenstätter, Wolfram Wagner, James Poke, Lukas Ligeti, Alexander Wagendristl i Gerhard Schedl.
Entre les composicions d'Urbanner hi ha obres per a instruments solistes, música de cambra i obres orquestrals, incloent-hi una sèrie de concerts, una missa i un rèquiem, així com diverses òperes. Entre els seus nombrosos premis es troben el Premi de Composició de la Ciutat d'Innsbruck (1980), el Premi de Música de la Ciutat de Viena (1984) i la Gran Decoració d'Honor de Plata pels Serveis a la República d'Àustria (2001). Està publicat per Doblinger Musik Verlag. Des de 1968 també exerceix com a director d'orquestra.

## Obres seleccionades

### Òperes i obres de teatre musical
- Der Gluckerich or Tugend und Tadel der Nützlichkeit un burlesc musical en 3 actes després de Guy de Maupassant (1963)
- Ninive or Das Leben geht weiter una òpera en 2 parts (7 escenes) després del Llibre de Jonàs (1987)
- Johannes Stein or Der Rock des Kaisers monodrama per a locutora, 4 veus masculines i orquestra (1991, 1994)

### Obres orquestrals
- Prolog for orchestra on "Innsbruck, ich muß dich lassen" (1957)
- Intrada per a orquestra de cambra (1957)
- Symphony in one movement (1963)
- Serenade per a orquestra de corda (1965)
- Rondeau per a gran orquestra (1967)
- Theme, 19 Variacions i un postludi per a orquestra (1968)
- Kontraste II per a orquestra (1970)
- Retrospectives per a peces per a gran orquestra (1974–75)
- Pastorale per a orquestra (1975)
- Sinfonietta 79 per a orquestra de cambra (1979)
- Sonata Brevis per a orquestra de cambra (1980)
- Sinfonia concertante per a orquestra de cambra (1982)
- Multiphonie per a gran orquestra (1998)
- Begegnungen per a gran orquestra (2005–06)

### Concerts i obres concertants
- Piano concerto (1958)
- Flute concertino (1959)
- Concertino per a orgue i orquestra de corda (1961)
- Dialogue per a piano i orquestra (1965)
- Concerto per a oboè i orquestra de cambra (1966)
- Violin Concerto (1971)
- Concerto Wolfgang Amadeus per a 2 orquestra, 3 trombons i celesta (1972)
- Double Bass Concerto (1973)
- Piano Concerto 76 (1976)
- Concerto for Alto Saxophone in Eb and 12 players, 1978
- Concerto for Violoncello and Orchestra (1981)
- Double Concerto per a flauta, clarinet i orquestra (1984)
- Concerto per a quartet de saxos i orquestra de corda (1989)
- Concerto XIII per a quartet de saxos i 9 intèrprets (1989–90)
- Piano Concerto No. 4, (2002–03)
- Concerto for Accordion and Nine Instruments (2003)

### Música de cambra
- First String Quartet (1956)
- Second String Quartet (1957)
- Schlag- und Klangfiguren per a conjunt de percussió (1964)
- Etüde per a quintet de vent (1965)
- Improvisation III per a 10 instruments (1969)
- Improvisation IV per a quintet de vent (1969)
- Lyrica per a 11 instruments (1971)
- Third String Quartet (1972)
- Takes per a trio de piano (1977)
- Quartetto concertato per a quartet de corda i 6 duos de corda (1978)
- Nocturne per a conjunt de flautes (1978)
- Emotions per a quartet de saxos (1984)
- Sechs Phan-Tasten und zwei Schlagzeuger per a 2 pianos, celesta, clavecí, orgue positiu, harmònium i percussió (1980)
- Nonett 1981 per a flauta, clarinet, clarinet baix, trombó tenor-baix, guitarra, piano, violí, violoncel i contrabaix (1981)
- Trio mobile per a flauta, viola i violoncel (1987)
- ... in Bewegung ... trio en dos moviments per a violí, violoncel i piano (1990)
- Fourth String Quartet (1991–92)
- Duo per acordió i contrabaix (1992)
- quasi una fantasia sis peces concertants per a 15 instruments (1993)
- begegnung - variation - wiederbegegnung per a 12 instrumentalistes (1996)
- Quartett per a violí, clarinet, saxo tenor i piano (1998)
- Fifth. String Quartet (2001)
- Duo for Two Guitars, (2003)

### Obres per a instrument solista
Works for piano
- First Sonatina per piano (1956)
- Second Sonatina per piano (1957)
- Variations per piano (1958)
- Variation per piano (1958)
- Five Pieces per piano (1959)
- Elf Bagatellen per piano (1959)
- Improvisation II per 2 pianos (1966)
- Adagio per piano (1966)
- Variations per piano (1981)
- Thirteen Character Pieces per piano (1988–89)
- Forms in Transformation - Piano Piece (1996)

Obres per a instrument solista i teclat
- Eight pieces per a flauta i piano (1957)
- Five Pieces per a violí i piano (1961)
- Burlesque per a flauta i orgue (1973)
- Arioso - Furioso per a violoncel i piano (1980)
- Entfaltung per a violoncel i piano (1999)

Altres obres en solitari
- Improvisation I per a orgue (1961)
- Acht Aphorismen - für Flöte, Klarinette und Fagott, 1966
- Four Pieces per viola (1967)
- Five Pieces per flauta (1967)
- Solo per violí (1971)
- Ballade per a solo de guitarra 1982
- Zyklus per orgue (1993)
- Phantasiestück für Orgel, 1995
- Solo per a clarinet en Bbemoll (1997)
- Organ Work 1998 - Suite in Four Movements (1998)
- ... apropos Orgelpunkt ... per guitarra sola (1998)
- Reminiscences for solo cello (2005)

### Música vocal
Songs and works for solo voices
- Five Songs per a mezzosoprano i petit conjunt (1961)
- Das Ahnenbild per soprano piano (1961)
- Acht ächte Tyroller Liader per a soprano, tenor i conjunt de cambra (1985)
- Die Tochter des Kerensteiners, Four Scenes for Music after the Fragment of an Unknown Poet from the 12th Century per a 5 veus solistes i orquestra de cambra (1994)
- Four Moritaten per a baríton i acompanyament instrumental no específic (2000)

Vocal works with choir
- Missa Benedicte Gentes per a cor mixt de 4 parts i orgue (1958)
- Requiem per a 4 solistes, cor mixt i orquestra (1982–83)
- Three Movements per a cor mixt, solistes i violoncel després de poemes de "Die Niemandsrose" de Paul Celan (1995)

### Works for solo instrument
Works for piano
- First Sonatina for piano (1956)
- Second Sonatina for piano (1957)
- Variations for piano (1958)
- Variation for piano (1958)
- Five Pieces for piano (1959)
- Elf Bagatellen for piano (1959)
- Improvisation II for 2 pianos (1966)
- Adagio for piano (1966)
- Variations for piano (1981)
- Thirteen Character Pieces for piano (1988–89)
- Forms in Transformation - Piano Piece (1996)

Works for solo instrument and keyboard
- Eight pieces for flute and piano (1957)
- Five Pieces for violin and piano (1961)
- Burlesque for flute and organ (1973)
- Arioso - Furioso for cello and piano (1980)
- Entfaltung for cello and piano (1999)

Other solo works
- Improvisation I for organ (1961)
- Acht Aphorismen - für Flöte, Klarinette und Fagott, 1966
- Four Pieces for viola (1967)
- Five Pieces for flute (1967)
- Solo for violin (1971)
- Ballade for guitar solo 1982
- Zyklus for organ (1993)
- Phantasiestück für Orgel, 1995
- Solo for clarinet in Bb (1997)
- Organ Work 1998 - Suite in Four Movements (1998)
- ... apropos Orgelpunkt ... for guitar solo (1998)
- Reminiscences for solo cello (2005)

### Vocal music
Songs and works for solo voices
- Five Songs for mezzo-soprano and small ensemble (1961)
- Das Ahnenbild for soprano and piano (1961)
- Acht ächte Tyroller Liader for soprano, tenor and chamber ensemble (1985)
- Die Tochter des Kerensteiners, Four Scenes for Music after the Fragment of an Unknown Poet from the 12th Century for 5 solo voices and chamber orchestra (1994)
- Four Moritaten for baritone and non-specific instrumental accompaniment (2000)

Vocal works with choir
- Missa Benedicte Gentes for 4-part mixed choir and organ (1958)
- Requiem for 4 soloists, mixed choir and orchestra (1982–83)
- Three Movements for mixed choir, soloists and cello after poems from "Die Niemandsrose" by Paul Celan (1995)